# علاء عبد العزيز
علاء عبد العزيز (ولد عام 1962) هو وزير ثقافة مصر منذ مايو 2013 وحتى يوليو 2013. حصل على بكالوريوس المعهد العالي للسينما عام 1985 ، ثم الماجستير في فلسفة الفنون المعهد العالي للسينما 2002 ، ثم الدكتوراه في فنون السينما عام 2008، و بعدها عمل عضوا في هيئة تدريس المعهد العالي للسينما.

## بدايته
عمل علاء عبد العزيز كمونتير سينمائي ومخرجاً منفذاً في العديد من الأفلام القصيرة بالمعهد العالي للسينما والمركز القومي للسينما، وله العديد من الكتب في مجال النقد السينمائي مثل : مابعد الحداثة والسينما ، الفيلم بين اللغة والنص ، وقد نُشر معظمها في سلسلة الفن السابع.

## وزيرا للثقافة
عُين علاء عبد العزيز وزيرا للثقافة في حكومة هشام قنديل اثر التعديل الوزاري الذي حصل في مايو 2013. ، وقد أثار ضجة كبيرة بعد وصوله إلى الوزارة 
، حيث قام بإقالة العديد من رموز الوزارة منها : رئيسة دار الأوبرا المصرية  ، و رئيس الهيئة المصرية العامة للكتاب  ، و قد برر علاء عبد العزيز ذلك بأن وزارة الثقافة كانت محتكرة من قبل مجموعة من المثقفين و آن الأوان لجعلها لكافة الشعب. استقال من منصبه في 6 يوليو 2013 احتجاجا على ما وصفه «بالانقلاب العسكري».